# Amblyseius yunnanensis
Amblyseius yunnanensis är en spindeldjursart som beskrevs av Wu 1984. Amblyseius yunnanensis ingår i släktet Amblyseius och familjen Phytoseiidae. Inga underarter finns listade i Catalogue of Life.